# Merseguera
Merseguera ist eine autochthone Weißweinsorte Spaniens. Ihr Anbau ist in den Regionen Alicante, Jumilla, Penedès, Valencia und auch auf Mallorca zugelassen. Sie findet dabei Eingang in den Weißweinen der D.O. Utiel-Requena, Alicante, Almansa, Tarragona, Vinalopó und Yecla. Ende der 1990er Jahre wurde eine bestockte Rebfläche von 7.978 Hektar erhoben. In kleinen Mengen wird sie auch in Algerien kultiviert. Dort wird aber auch die Rebsorte Listán irrtümlich Merseguera genannt. Beide Sorten sind gemäß dem Ampelographen Aldebert nicht miteinander verwandt.
Siehe auch die Artikel Weinbau in Spanien und Weinbau in Algerien sowie die Liste von Rebsorten.

## Ampelographische Sortenmerkmale
In der Ampelographie wird der Habitus folgendermaßen beschrieben:
- Die Triebspitze ist offen. Sie ist nur weißwollig bis filzig behaart, grünlich mit leicht rötlichfarbenem Anflug. Die gelblichen Jungblätter sind leicht behaart.
- Die großen und dicken Blätter sind fünflappig und tief gebuchtet. Die Stielbucht ist U - förmig offen. Das Blatt ist stumpf gezahnt. Die Zähne sind im Vergleich zu anderen Rebsorten mittelweit gesetzt.
- Die konus- bis walzenförmige Traube ist mittelgroß bis groß und dichtbeerig. Die rundlichen Beeren sind mittelgroß und von grüngelber Farbe.

Die Rebsorte reift ca. 30 Tage nach dem Gutedel und gilt somit als spät reifend. Sie erbringt recht einfache Weißweine.

## Synonyme
Die Rebsorte Merseguera ist auch unter den Namen Blanquilla, Escanavella, Escanyagos, Escanyavella, Exquitsagos, Exquitxagos, Gayata, Gayata blanca, Marisancha, Marisancho, Marseguera, Menseguera, Merseguera de Rio, Mersequera, Meseguera, Messeguera, Messeguera commun, Mezeguera, Mezeyguera, Planta Borda, Planta de Gos, También llamada Encanyavella, Trobat, Trova und Verdosilla bekannt.